# June Marlowe

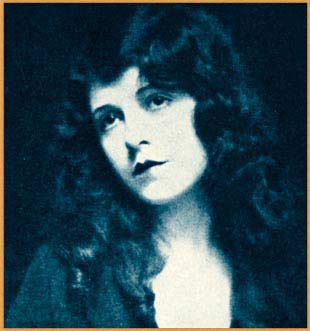
June Marlowe (1925)

June Marlowe (* 6. November 1903 in St. Cloud, Minnesota als Gisela Valaria Goetten; † 10. März 1984 in Burbank, Kalifornien) war eine US-amerikanische Schauspielerin mit deutschen Wurzeln. Ihre bekannteste Rolle hatte sie als liebreizende Lehrerin Miss Crabtree in insgesamt sechs Filmen der Kleinen Strolche.

## Leben und Karriere
June Marlowe wurde unter dem Namen Gisela Valaria Goetten als Tochter von Deutschamerikanern geboren. Sie war das älteste von fünf Kindern, ihre jüngeren Geschwister hatten später ebenfalls kleinere Karrieren in der Filmindustrie. 1920 zog die Familie nach Los Angeles, wo June auf der Highschool vom Regisseur Malcolm St. Clair entdeckt wurde. Die gutaussehende Schauspielerin gab ihr Filmdebüt im Jahre 1923 und spielte schon bald größere Rollen in fünf Filmen mit dem damals berühmten Schäferhund Rin Tin Tin. Die Brünette wurde im Jahre 1925 unter die WAMPAS Baby Stars gewählt und erhielt in der Folgezeit Hauptrollen. 1929 besuchte sie Deutschland und drehte dort für Universal Pictures zwei Stummfilme: Durchs Brandenburger Tor mit Paul Henckels und Die seltsame Vergangenheit der Thea Carter mit Olaf Fønss, in beiden Filmen hatte Marlowe jeweils die weibliche Hauptrolle inne. Sie kehrte anschließend in die Vereinigten Staaten zurück, jedoch fiel ihr der Übergang vom Stummfilm zum Tonfilm schwer.
Sie stand kurz vor dem Ende ihrer Schauspielkarriere, als sie den Our Gang-Regisseur Robert F. McGowan zufällig in einem Kaufhaus in Los Angeles traf. McGowan suchte eine Schauspielerin, welche die Rolle der Lehrerin Miss Crabtree bei den Kleinen Strolchen verkörpern konnte. Er bot ihr die Rolle an, ohne zu wissen, dass Marlowe bereits seit sieben Jahren Schauspielerin war. Der Kleine Strolche-Produzent Hal Roach sorgte dafür, dass Marlowes brünettes Haar blond gefärbt wurde, und verpflichtete sie anschließend als Miss Crabtree. In der Rolle der hübschen und freundlichen Lehrerin spielte sie zwischen 1930 und 1932 insgesamt sechs Mal bei den Kleinen Strolchen, darunter dreimal zusammen mit Jackie Cooper, welcher in seiner Rolle als Schüler in die Lehrerin verliebt ist. Die Rolle der Miss Crabtree gilt als die populärste „Erwachsenen-Rolle“ der gesamten Filmreihe und zählt wohl zu den bekanntesten fiktiven Lehrerinnen überhaupt.
Sie spielte ebenfalls 1930 die attraktive Tochter eines Gefängnisdirektors in Laurel und Hardys erstem Langfilm Hinter Schloss und Riegel.
1933 heiratete Marlowe den Geschäftsmann Rodney Sprigg und beendete nach über 40 Filmen ihre Schauspielkarriere, um als Hausfrau zu arbeiten. Mit ihrem Rückzug verschwand auch Miss Crabtree aus der Serie, obwohl Produzent Roach sich mehrmals um eine Rückkehr Marlowes bemühte. Sie blieb mit Sprigg bis zu seinem Tod im August 1982 verheiratet und schrieb in späteren Jahren zwei Kinderbücher. June Marlowe starb 1984 im Alter von 80 Jahren an den Folgen der Parkinson-Krankheit. Sie wurde ursprünglich auf dem San Fernando Mission Cemetery bei Los Angeles beigesetzt, allerdings 2002 in die Kathedrale Unserer Lieben Frau von den Engeln umgebettet.

## Filmografie
- 1923: Fighting Blood
- 1924: When a Man’s a Man
- 1924: Killing Time (Kurzfilm)
- 1924: The Tenth Woman (verschollen)
- 1924: Rin Tin Tin rettet seinen Herrn (Find Your Man)
- 1924: A Lost Lady
- 1925: Horace Greeley, Jr. (Kurzfilm)
- 1925: Der Mann ohne Gewissen (The Man Without a Conscience)
- 1925: Rin Tin Tin bei den Goldsuchern (Tracked in the Snow Country)
- 1925: The Wife Who Wasn’t Wanted
- 1925: Below the Line
- 1925: Clash of the Wolves
- 1925: The Pleasure Buyers
- 1926: Der Schrei aus den Lüften (The Night Cry)
- 1926: Don Juan
- 1926: The Old Soak
- 1926: Fangs of Justice
- 1927: Das vierte Gebot (The Fourth Commandment)
- 1927: Alias the Deacon
- 1927: The Life of Riley
- 1927: Wild Beauty
- 1927: On the Stroke of Twelve
- 1928: Their Hour
- 1928: The Branded Man
- 1928: Free Lips
- 1928: The Grip of the Yukon
- 1928: Die Hölle der Heimatlosen (The Foreign Legion)
- 1928: Code of the Air
- 1929: Durchs Brandenburger Tor
- 1929: Die seltsame Vergangenheit der Thea Carter
- 1930: The Lone Defender
- 1930: Fast Work (Kurzfilm)
- 1930: Teacher’s Pet (Teacher’s Pet)
- 1930: School’s Out (Kurzfilm)
- 1930: Love Business (Kurzfilm)
- 1931: Little Daddy (Kurzfilm)
- 1931: Hinter Schloss und Riegel (Pardon Us)
- 1931: Shiver My Timbers (Kurzfilm)
- 1932: Devil on Deck
- 1932: Readin’ and Writin’ (Kurzfilm)
- 1947: Die falsche Sklavin (Slave Girl)

## Trivia
Der Charakter Edna Krabappel aus der Zeichentrickserie Die Simpsons ist inspiriert durch June Marlowe und ihre Darstellung von Miss Crabtree.